# Collombey-Muraz
Collombey-Muraz je obec v západní (frankofonní) části Švýcarska, v kantonu Valais. Žije zde přibližně 9 300 obyvatel.

## Geografie
Obec leží na rovině na levém břehu řeky Rhôny, severně od okresního města Monthey. Skládá se z místních částí (bývalých vesnic) Collombey a Muraz.

## Historie

Letecký pohled (1949)

V roce 1972 byl pod kostelem v Murazu vykopán římský statek s freskami, na stejném místě byly nalezeny malé hrobové cely a v blízkosti kostela postaveného nad ním byly nalezeny raně středověké hroby. Ve středověku Collombey-Muraz možná patřil opatství Savigny u Lyonu, v roce 1040 jej vlastnilo převorství v Lutry a v roce 1236 přešel do vlastnictví opatství Saint-Maurice. Collombey-Muraz byl součástí savojského kastelánství Monthey. Po dobytí Chablais jednotkami z Valais v roce 1536 patřilo Collombey-Muraz k hofmistrovství a od roku 1798 k okresu Monthey. V roce 1551 byl okrsek Monthey rozdělen, ale panství zůstalo nerozdělené až do roku 1788. Politická obec byla založena v roce 1787. V roce 1868 podal Collombey-Muraz žalobu na Monthey (která byla úspěšná až v roce 1938) s cílem získat jurisdikci nad exklávami Monthey nacházejícími se na území obce. Během druhé světové války byl v Illarsazu zřízen internační tábor.
Farnost Collombey-Muraz měla dceřiné kostely v Monthey a Troistorrents, který se ve druhé polovině 13. století stal samostatnou farností. V roce 1708 bylo centrum farnosti přeneseno do Monthey a v roce 1723 byla založena nová farnost Collombey-Muraz. Starý kostel, zasvěcený svatému Desideriovi, byl v letech 1873–1874 nahrazen novou stavbou. Muraz byl od 10. a 11. století samostatnou farností (dříve možná církevně závisel na obci Vionnaz) a patřil k menze biskupa ze Sionu. V Collombey-Muraz byl od roku 1647 klášter bernardinek (Collombey). V roce 1850 zde byl postaven visutý most a v roce 1854 byla přehrazena řeka Rona. V letech 1939–1945 byla zrekultivována poslední úhorní půda. V 19. a na počátku 20. století se zde těžil vápenec, známý jako collombey-murazský mramor. Díky výstavbě ropné rafinerie v roce 1961 zůstala velká část obyvatelstva zaměstnána v průmyslu (ještě v roce 2000 téměř polovina).

## Obyvatelstvo

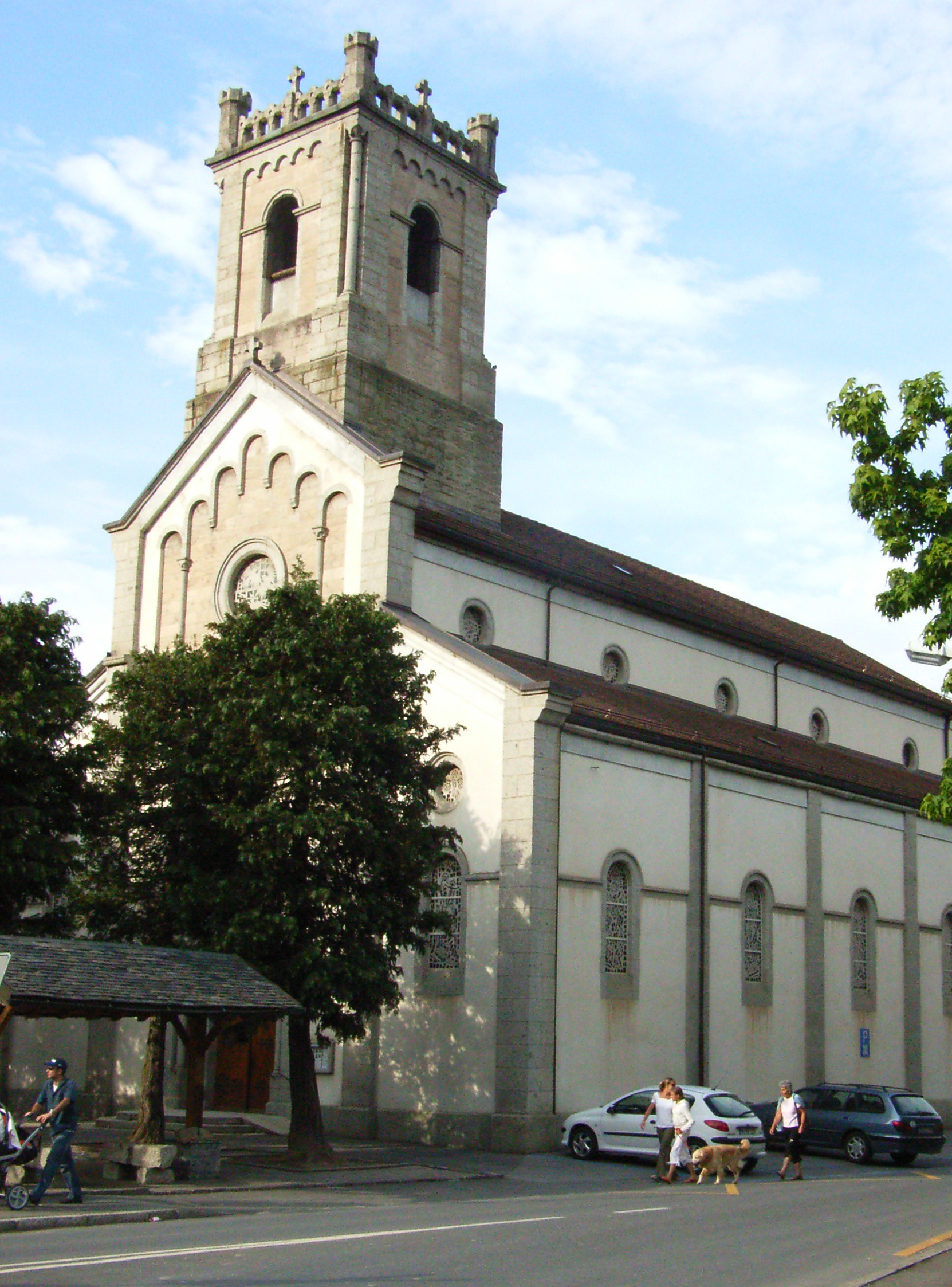
Kostel

| Vývoj počtu obyvatel | Vývoj počtu obyvatel | Vývoj počtu obyvatel | Vývoj počtu obyvatel | Vývoj počtu obyvatel | Vývoj počtu obyvatel | Vývoj počtu obyvatel | Vývoj počtu obyvatel | Vývoj počtu obyvatel | Vývoj počtu obyvatel | Vývoj počtu obyvatel |
| -------------------- | -------------------- | -------------------- | -------------------- | -------------------- | -------------------- | -------------------- | -------------------- | -------------------- | -------------------- | -------------------- |
| Rok                  | 1850                 | 1900                 | 1950                 | 1980                 | 2000                 | 2010                 | 2012                 | 2014                 | 2016                 |                      |
| Počet obyvatel       | 953                  | 1103                 | 1598                 | 2982                 | 5695                 | 7276                 | 7750                 | 8311                 | 8863                 |                      |

## Hospodářství

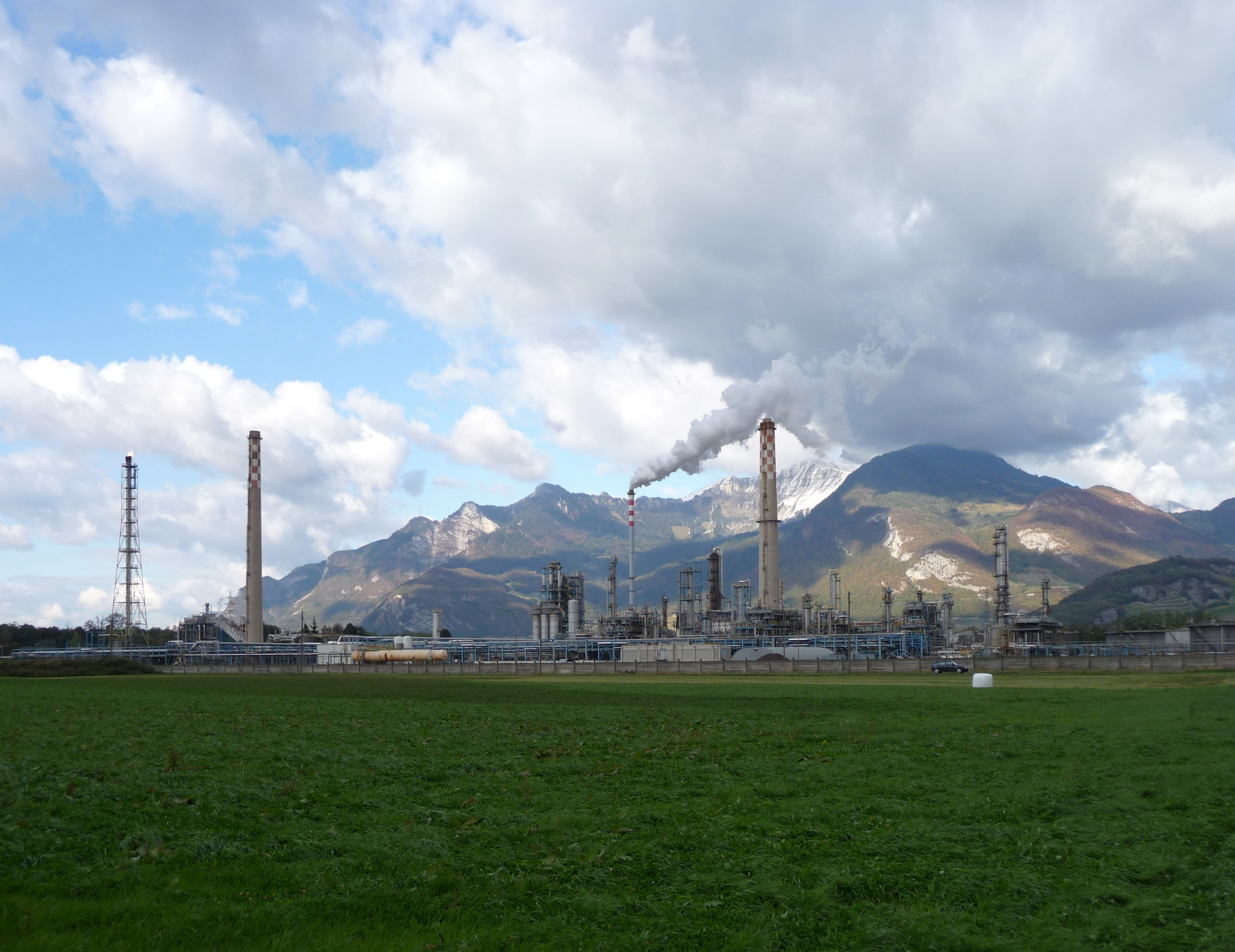
Rafinerie Collombey

V Collombey se nachází starý lom, kde se těžilo značné množství převážně šedofialového vápence. Tento kámen se pod názvem Marbre de Collombey používal v kantonech Vaud a Valais pro interiéry kostelů a další luxusní vybavení. Dnes je lom obecní skládkou.
Od roku 1963 až do svého uzavření v roce 2015 se zde nacházela jedna ze dvou švýcarských rafinerií, rafinerie Collombey. Společnost dodávala ropu z janovského přístavu přes Alpy ropovodem Oléoduc du Rhône.

## Doprava
Obec leží na hlavní silnici 21, která vede ze Saint-Gingolph přes Monthey a Martigny do Velkého Svatobernardského průsmyku. Nejbližší napojení na dálnici A9 zajišťuje exit 18, umístěný asi 2 kilometry od obce.
Stanice Collombey leží na železniční trati Saint-Gingolph – Saint-Maurice, kterou obsluhují denně každou hodinu osobní vlaky systému RegionAlps směrem na Monthey. Obcí prochází také úzkorozchodná železnice Chemin de fer Aigle–Ollon–Monthey–Champéry (AOMC).